# Улица Энкура
Улица Э́нкура (латыш. Enkura iela; в некоторых источниках также улица Энкуру, латыш. Enkuru iela) — улица в Курземском районе города Риги, в историческом районе Кипсала. Название улицы (рус. Якорная улица, нем. Ankerstrasse) впервые упоминается в 1881 году и никогда не изменялось.
Улица Энкура пролегает в направлении с востока на запад, от Баласта дамбис до набережной Зунда. Общая длина улицы составляет 450 метров. Имеет преимущественно асфальтовое покрытие, однако западнее улицы Звейниеку покрытие становится гравийным, а прилегающий к Зунду 70-метровый отрезок не имеет покрытия. Общественный транспорт по улице не курсирует.

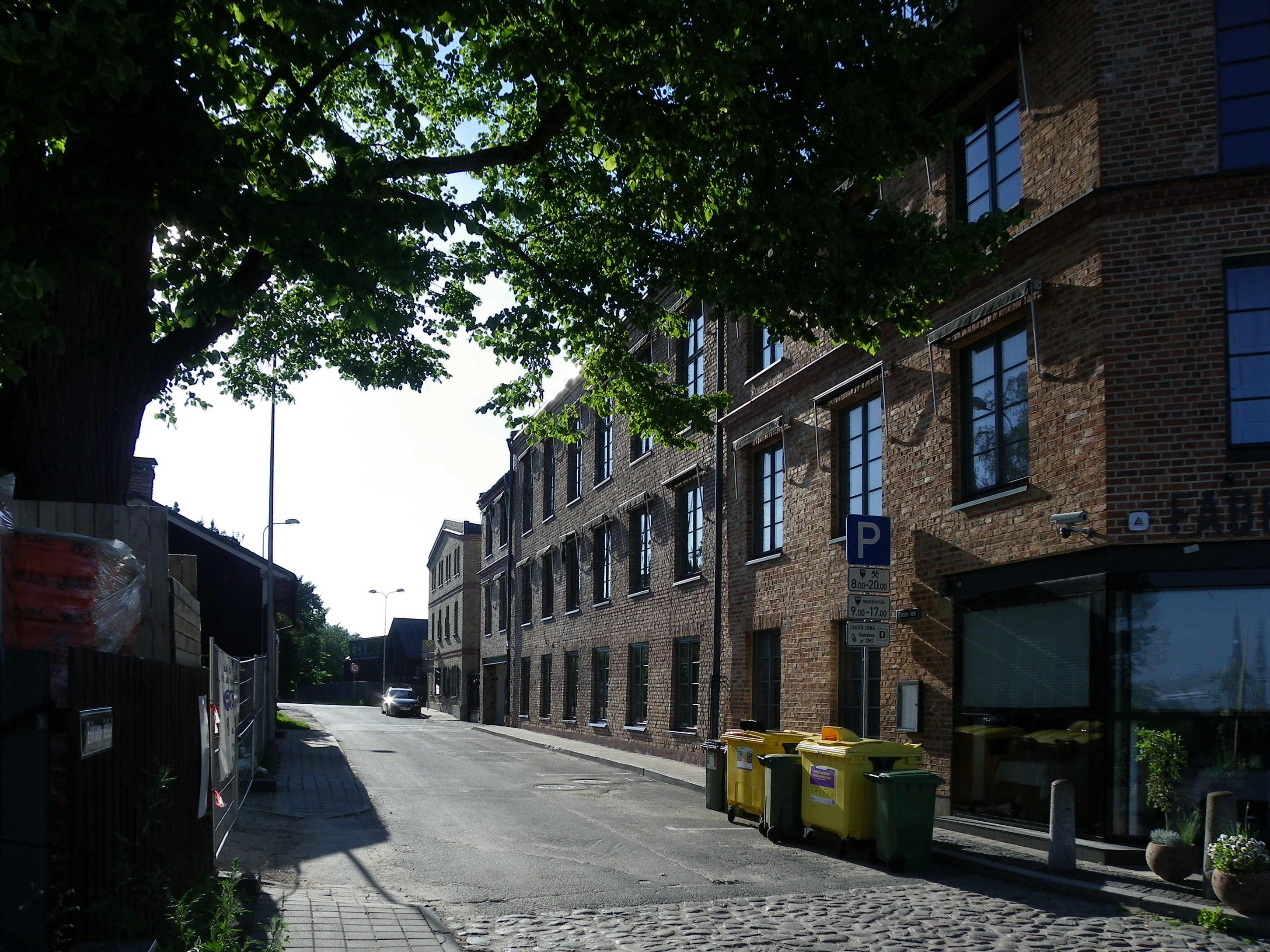
Начало улицы Энкура

## Застройка и примечательные объекты
Основу застройки улицы составляют малоэтажные частные дома. В начале улицы Энкура расположены старинные корпуса бывшей гипсовой фабрики, которые в начале 2000-х годов были реновированы и приспособлены под жильё и ресторан. В этом же месте к берегу Даугавы примыкает дамба FG, на которой в конце XIX — первой половине XX века находилась небольшая пароходная пристань для переправы с Кипсалы в центр города.
- В средней части улицы в начале XXI века построен квартал рядных домов.
- В доме 6А в межвоенный период находилась экспедиционная контора барж и буксиров[1].
- В доме 9 расположен монастырь конгрегации «Сёстры Служительницы Пренепорочной Девы Марии»[4].
- Недалеко от выхода улицы Энкура к набережной Зунда в советское время построен пешеходный мост через Зундс, ведущий к улице Маза Уденс в Дзирциемсе (в 2019 году мост признан аварийным и закрыт)[5].

## Прилегающие улицы
Улица Энкура пересекается со следующими улицами:
- Баласта дамбис
- улица Оглю
- улица Звейниеку
- набережная Зунда